# Seleção Austríaca de Handebol Feminino
A Seleção austríaca de handebol feminino é uma equipe europeia composta pelas melhores jogadoras de handebol da Áustria. A equipe é mantida pela Federação Austríaca de Handebol.